# Forever's First Day
Albums de Wang Lee-hom
If You Heard My Song
(1996)
Forever's First Day (chinois: 永遠的第一天) est le septième album studio du chanteur taïwano-américain Wang Lee-hom, paru en 2000. Il fut publié officiellement le 5 juin 2000 par Sony Music Entertainment Taïwan en Taïwan.

## Liste des chansons
1. Introduction
2. 永远的第一天
3. 龙的传人 (Descendants of the Dragon)
4. 不要害怕
5. 狂想世界
6. 感情是舞台
7. 伤口是爱的笔记
8. 欢喜城
9. 忘了时间忘了我
10. 这就是爱
11. 你可以告诉我（你还爱谁）
12. 爱我的歌（港版bonus）